# S/2003 J 10
S/2003 J 10 er en af planeten Jupiters måner: Den blev opdaget 6. februar 2003 af an gruppe astronomer fra Hawaiis Universitet under ledelse af Scott S. Sheppard. Den Internationale Astronomiske Union har endnu ikke formelt vedtaget et navn til denne måne. S/2003 J 10 har retrograd omløb, dvs. den kredser populært sagt "den gale vej rund" om Jupiter. Jupitermåner med denne egenskab får altid navne der ender på bogstavet e.
S/2003 J 10 udgør sammen med 16 andre Jupiter-måner den såkaldte Carme-gruppe, som har næsten ens omløbsbaner omkring Jupiter. Gruppen har navn efter Carme, som er et af dens medlemmer.
| Naturvidenskab | Spire Denne naturvidenskabsartikel er en spire som bør udbygges. Du er velkommen til at hjælpe Wikipedia ved at udvide den. |